# Višnjevac (Veliko Trojstvo)
Višnjevac falu Horvátországban Belovár-Bilogora megyében. Közigazgatásilag Veliko Trojstvo községhez tartozik.

## Fekvése
Belovártól légvonalban 11, közúton 13 km-re északkeletre, községközpontjától légvonalban 5, közúton 6 km-re északra, a Bilo-hegység délnyugati lejtőin, a Dobrovita-patak völgye feletti magaslaton fekszik.

## Története
Neve meggyfákkal benőtt helyet jelöl. A falu akkor keletkezett, amikor a török uralom után a 17. századtól a területre folyamatosan telepítették be a keresztény lakosságot. A település 1774-ben az első katonai felmérés térképén a falu „Dorf Vissnyevecz” néven szerepel. A település katonai közigazgatás idején a szentgyörgyi ezredhez tartozott.
Lipszky János 1808-ban Budán kiadott repertóriumában „Vissnyevecz” néven szerepel.  
Nagy Lajos 1829-ben kiadott művében „Visnyevacz” néven 26 házzal, 150 katolikus vallású lakossal találjuk.
A katonai közigazgatás megszüntetése után Magyar Királyságon belül Horvátország részeként, Belovár-Kőrös vármegye Belovári járásának része volt. A településnek 1857-ben 164, 1910-ben 210 lakosa volt. Az 1910-es népszámlálás szerint lakosságának 85%-a horvát, 14%-a szerb anyanyelvű volt. 1918-ban az új szerb-horvát-szlovén állam, majd később Jugoszlávia része lett. 1941 és 1945 között a németbarát Független Horvát Államhoz, majd a háború után a szocialista Jugoszláviához tartozott. A háború után a fiatalok elvándorlása miatt lakossága folyamatosan csökkent. 1991-től a független Horvátország része. 1991-ben lakosságának 98%-a horvát nemzetiségű volt. 2011-ben a településnek 116 lakosa volt.

## Lakossága
| Lakosság változása | Lakosság változása | Lakosság változása | Lakosság változása | Lakosság változása | Lakosság változása | Lakosság változása | Lakosság változása | Lakosság változása | Lakosság változása | Lakosság változása | Lakosság változása | Lakosság változása | Lakosság változása | Lakosság változása | Lakosság változása |
| ------------------ | ------------------ | ------------------ | ------------------ | ------------------ | ------------------ | ------------------ | ------------------ | ------------------ | ------------------ | ------------------ | ------------------ | ------------------ | ------------------ | ------------------ | ------------------ |
| 1857               | 1869               | 1880               | 1890               | 1900               | 1910               | 1921               | 1931               | 1948               | 1953               | 1961               | 1971               | 1981               | 1991               | 2001               | 2011               |
| 164                | 181                | 157                | 173                | 178                | 210                | 227                | 234                | 282                | 284                | 298                | 262                | 205                | 163                | 149                | 116                |

## Nevezetességei
Szent Péter vés Pál apostolok tiszteletére szentelt római katolikus kápolnáját már 1707-ben említik. Az épület idővel olyan rossz állapotba került, hogy le kellett bontani. 1850 után már nem említik többé, a szakrális emlékek között csak a temető egy kereszt szerepel a korabeli forrásokban. A mai kápolnát 1893-ban építették, 1969-ben megújították.

## Egyesületek
A helyi önkéntes tűzoltóegyletet 1952-ben alapították. 1993-ban csatlakozott a községi tűzoltóegylethez.